# Apple Watch Series 10
L'Apple Watch Series 10 est la onzième génération du modèle de l'Apple Watch. Elle est présentée lors la keynote d'Apple du 9 septembre 2024.

## Description
L’Apple Watch Series 10 propose un nouveau châssis, avec des boîtiers disponibles en 42 et 46 mm. Une nouvelle couleur "noir de jais" est désormais proposée sur la version en aluminium, en plus des couleurs or rose et argent.
Pour la première fois depuis la gamme lancée en 2015, il n’y a pas de version en acier inoxydable de l’Apple Watch. À la place, une version en titane est proposée en couleurs naturel, ardoise et or.

## Écran
La Series 10 est équipée d’un écran OLED affichant une densité de 326 pixels par pouce et une luminosité maximale de 2 000 nits. Son taux de rafraîchissement peut descendre jusqu’à 1 Hz, optimisant ainsi l’efficacité énergétique.
Cette année, Apple introduit la technologie “Wide Angle OLED display ”, offrant une visibilité optimale de l’écran, quel que soit l’angle de vision.